# Port-of-Spain

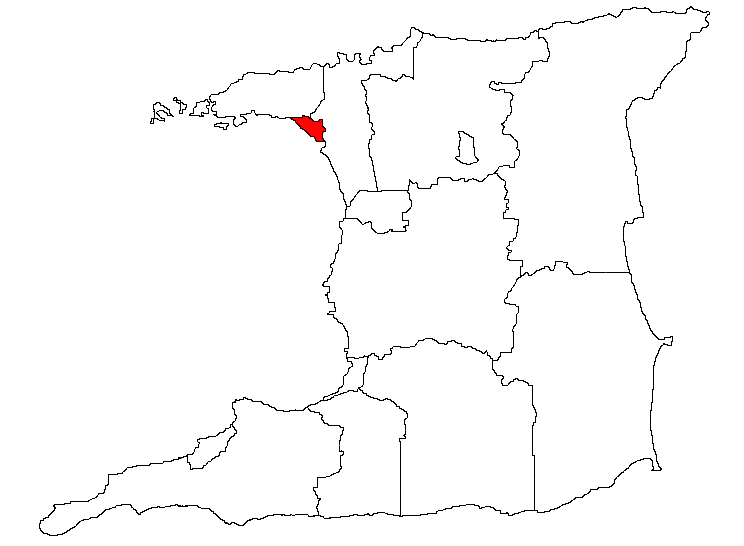
Situació a Trinitat

Port-of-Spain (segons l'IEC, Port of Spain) és la capital de Trinitat i Tobago. És situada al golf de Paria, a la costa nord-oest de l'illa de Trinitat, i és la ciutat més important de tot l'estat, amb una població de 37.000 habitants (300.000 a l'àrea metropolitana) l'any 2011. La ciutat se situa a 10° 40′ N i 61° 31′ O.

## Geografia

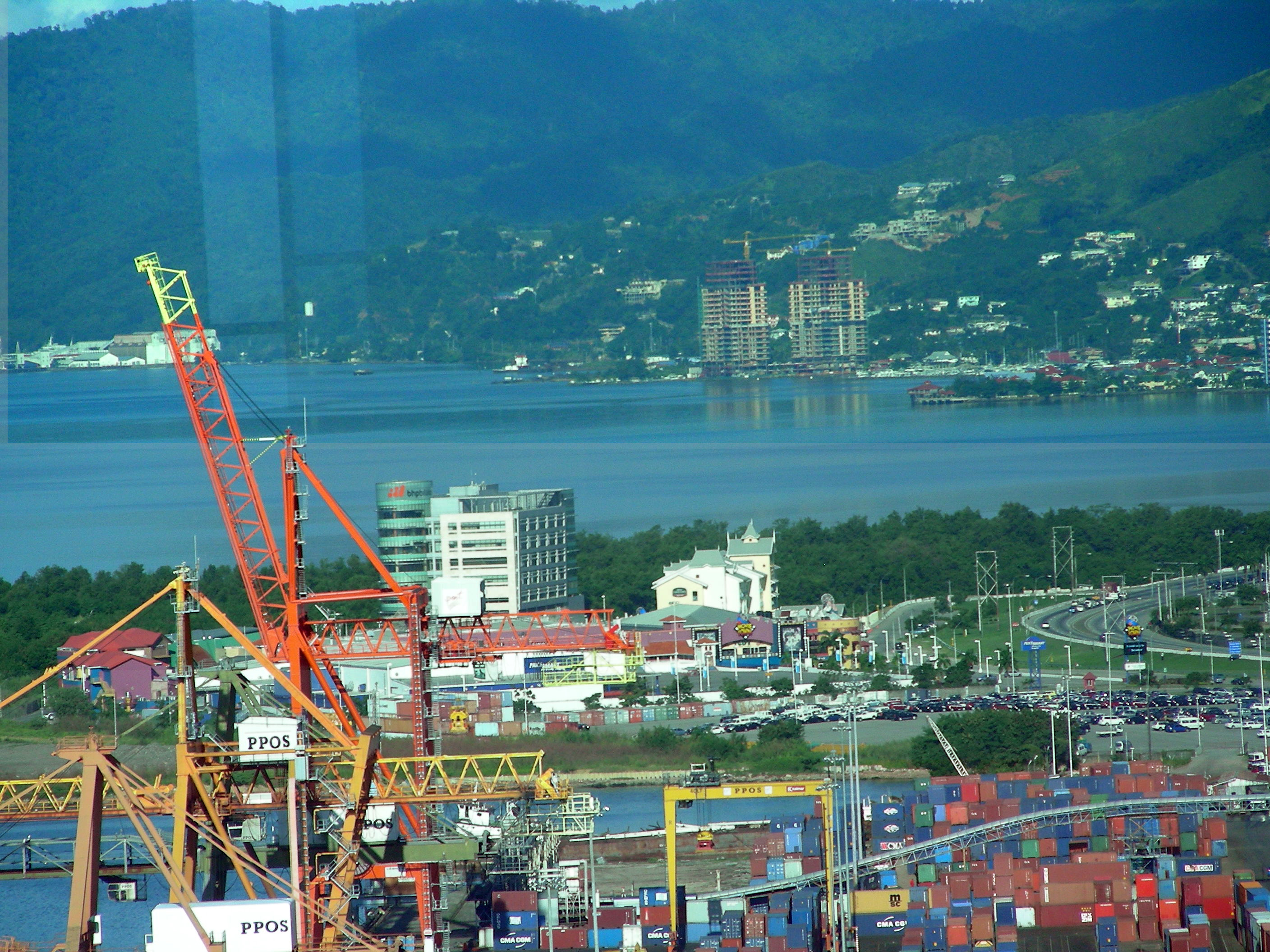
El Port (PPOS) es troba en terrenys recuperats. Encara es produeix molt de desenvolupament a les noves terres recuperades a prop de la badia d'invasors (Movietowne, Invaders Bay Tower, Marriott) i a les muntanyes de la serralada del nord.

Port of Spain fa uns 10,4 km² de superfície i es troba a la secció nord-oest de l'illa de Trinitat, entre el golf de Paria, la serralada del nord i el pantà de Caroni.
La Serralada del Nord és la serralada de turons alts i biodiversos a la part nord de Trinitat i es considera una extensió de les muntanyes dels Andes d'Amèrica del Sud, tot i que això és geològicament incorrecte. En aquestes muntanyes es poden trobar més de 465 espècies d'ocells i 100 espècies de mamífers, la qual cosa la converteix en una de les cadenes muntanyoses amb més biodiversitat del Carib. La serralada del nord s'estén des de la península de Chaguaramas a l'oest fins a Toco a l'est i consisteix principalment en roques metasedimentàries i una frondosa selva tropical que conté una gran varietat de plantes i espècies animals. Port of spain es troba a l'extrem occidental i la ciutat s'enfila als turons i valls poblades i en gran part deforestades. Els dos cims més alts són El Cerro del Aripo i El Tucuche que culminen a 900 m.
El pantà de Caroni, protegit de 3.278 hectàrees, ha format durant molt de temps una barrera física per a l'expansió de la ciutat cap al sud, forçant el creixement urbà implacablement cap a l'est a costa d'una carretera de circumval·lació que alleuja el trànsit. Aquesta zona de manglar de la costa oest és la segona zona humida més gran de l'illa després del pantà de Nariva de la costa est, que és gairebé el doble de gran. Té més de 160 espècies d'ocells, inclòs l'ocell nacional, l'ibis escarlata. És una de les atraccions turístiques més populars del país amb instal·lacions per als visitants i visites guiades regulars en vaixell.
Una part de la ciutat es troba en terrenys recuperats del golf de Paria, la tranquil·la badia protegida que separa Trinitat de Veneçuela, mentre que altres parts s'enfilen als turons que hi ha sobre la ciutat. Geogràficament, el port de Port of Spain és ideal per al trànsit marítim, ja que ofereix un port natural a les costes del nord-oest de Trinitat on les condicions meteorològiques adverses són extremadament rares.
A diferència de Chaguanas i San Fernando, Port of Spain té un clima relativament fresc a causa de les muntanyes de la serralada del nord. A les valls i muntanyes que envolten els afores nord de la ciutat, la inversió de temperatura és força freqüent.

### Paisatge urbà

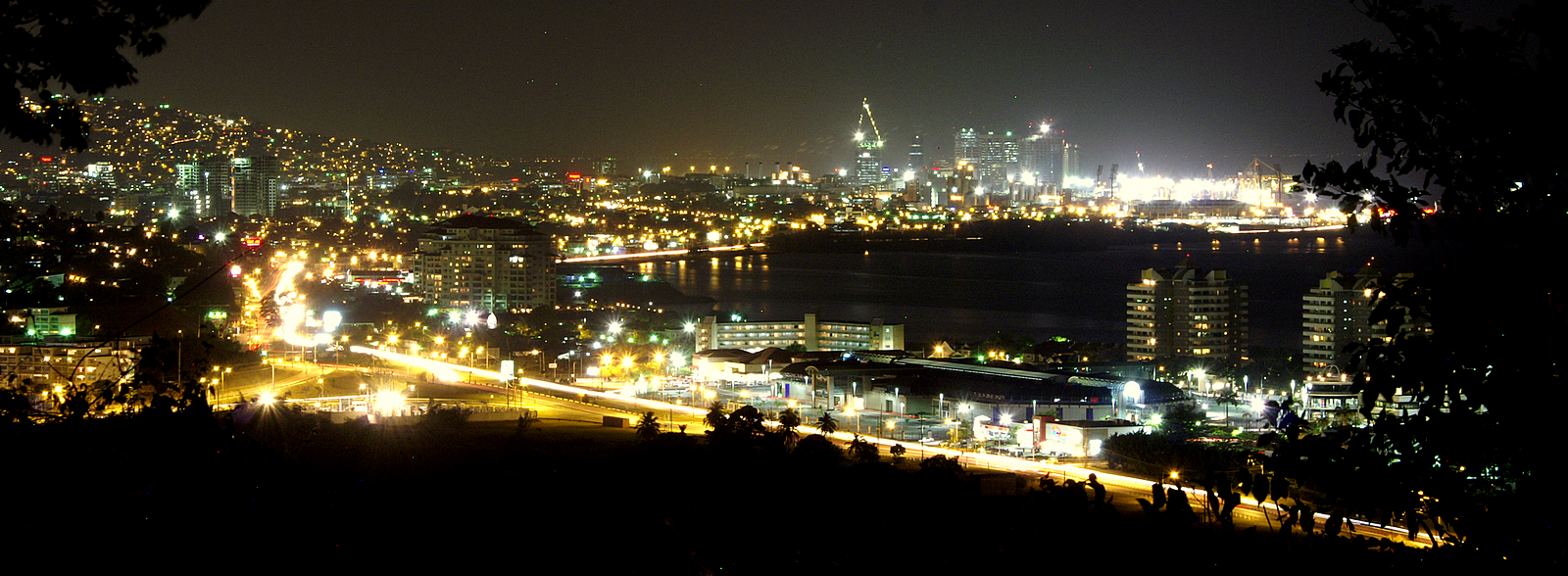
Vista nocturna de l'oest i el centre de Port of Spain.

#### Districtes
- El centre de Port of Spain és el districte central de negocis de la ciutat. És la part més antiga de la ciutat i s'estén entre South Quay (al sud), Oxford Street (al nord), el riu St. Ann's (a l'est) i Richmond Street (a l'oest). És el centre cultural i financer de Trinitat i Tobago i la regió més àmplia del Carib i és la seu de la Borsa de Trinitat i Tobago, el Banc Central de Trinitat i Tobago, l'Ajuntament de Port of Spain, la Casa Vermella, la Plaça de la Independència, el Port de Jutjat d'instrucció d'Espanya, Sala de Justícia, Ministeri de Seguretat Nacional, Ministeri d'Assumptes Jurídics, Museu de la Ciutat de Port of Spain, Catedral de la Santíssima Trinitat, St. Marry's College, Escola Secundària del Govern del Sud-est de Port of Spain, UWI School of Business i Estudis Aplicats, Woodfood Square, Colaort Mall, New City Mall, Espermania Plaza, Aboutique Mall, Excellent City Center i la majoria dels gratacels del país i de la ciutat.[5]
- Woodbrook és un gran districte que antigament era una finca de sucre propietat de la família Siegert, es va vendre a l'Ajuntament el 1911 i es va convertir en un barri residencial i un districte més ampli. Woodbrook és coneguda per les seves cases culturals de pa de pessic i molts parcs i espais verds i un patrimoni arquitectònic distintiu.
- Saint James es troba al nord de Woodbrook i a l'oest de Saint Clair i és l'últim districte que s'ha incorporat als límits de la ciutat. Des de finals del segle xii, Saint James ha estat el centre de la població índia de Port of Spain i, per tant, molts carrers del districte han rebut el nom de ciutats i districtes del sud d'Àsia. El districte és el principal districte d'oci nocturn de la ciutat i rep el sobrenom de "La ciutat que mai dorm".
- Newtown és un districte al nord de Port of Spain i acull moltes esglésies i escoles a la ciutat. El districte de Newtown s'ha convertit en un districte de negocis desenvolupat amb moltes missions diplomàtiques que s'hi troben.
- Saint Clair és un districte comercial i residencial de luxe entre la sabana de Queen's Park i el riu Maraval. És la llar de la majoria de les mansions més grans i grans de la ciutat i també acull les set cases magnífiques. Federation Park i Ellerslie Park, dos dels barris més exclusius de Port of Spain també es troben al districte.
- Belmont és un districte de la ciutat situat als peus dels turons de Laventille, va ser el primer suburbi de la ciutat. Entre els anys 1840 i 1850, parts de la zona van ser poblades per africans rescatats per la Royal Navy de vaixells d'esclaus il·legals. Entre els anys 1880 i 1890, la població va augmentar ràpidament i es va desenvolupar el patró característic del carrer Belmont de carrers estrets i sinuosos. La classe professional negra va construir grans cases a Belmont, ja que estaven excloses dels barris més cars com St. Clair i Maraval; Belmont es va fer conegut com Black St. Clair. Molts d'aquests grans habitatges s'han renovat i convertit a ús comercial, però alguns romanen en mans familiars. Actualment, Belmont és un barri residencial de classe mitjana-baixa a mitjana. Va ser el lloc de naixement i la seu de molts dissenyadors i líders de banda importants de Carnaval. Belmont té 9.035 habitants.

#### Barris i pobles del voltant
- Laventille és en gran part un barri de classe treballadora situat a l'est del riu St. Ann's. Per als visitants que entren a Port-of-Spain des de l'aeroport, aquest barri domina la ciutat ja que s'estén pels turons circumdants. Malauradament, la zona es presenta com una de les més violentes del país a causa de les guerres contra les drogues, les armes i la gespa entre bandes (finançada possiblement per la riquesa de drogues il·lícites que no roman a la comunitat),[6] però també és el bressol de el steelpan i, alguns dirien, la capital espiritual de la ciutat des de Calypso. Steelpan i el carnaval són la font de vida de molts trinitenses que viuen a la capital. Al sud de Laventille hi ha Beetham Estate i Sea Lots, dos altres barris econòmicament deprimits.

Immediatament al nord i al nord-oest de Port of Spain es troben els suburbis de Cascade, St. Ann's i Maraval. L'últim queda fora del terme municipal, però de vegades es considera una extensió de la ciutat. St. Ann's destaca per ser la ubicació de la residència oficial i el centre diplomàtic del primer ministre. Cascade, una zona principalment suburbana amb habitatges tipus lot arbrat es troba a la zona sud-est de St. Ann's. Cascade limita amb St. Ann's per un turó anomenat Mount Hololo, un barri de classe mitjana i urbanitzacions exclusives.
Maraval acull l'exclusiu Trinidad Country Club i just al costat del popular centre comercial Long Circular. Més lluny, a l'oest de Diego Martin, es troba el suburbi de Westmoorings, conegut pels seus apartaments cars d'estil de Miami que donen al passeig marítim. Un dels centres comercials més elegants de Trinitat, The Falls at West-Mall, es troba al centre d'aquests desenvolupaments. A mesura que us dirigiu cap a l'oest més enllà de l'assentament de Carenage és escassa, però la península coneguda com Chaguaramas, que abans va ser una gran base de l'exèrcit nord-americà, s'ha convertit en una meca per a centenars de creuers internacionals i un important centre d'emmagatzematge i reparació de iots.
A l'est, al llarg del corredor est-oest, que també queda fora dels límits de la ciutat, es troben les grans ciutats de San Juan, Tunapuna i Arima. Amb la congestió que fa que el centre de la ciutat sigui inaccessible durant les hores punta, els principals centres comercials com el Valsayn Shopping Centre, el Grand Bazaar i el Trincity Mall han sorgit a les interseccions d'autopistes. Els dos últims destaquen per estar entre els centres comercials més grans del país i del Carib, amb 60.0000 m² d'espai comercial a cadascun. S'han establert dues grans universitats a la secció oriental del corredor EW: la Universitat regional de les Índies Occidentals, el campus de St. Augustine i la Universitat local multicampus de Trinitat i Tobago el campus principal de la qual es troba als afores d'Arima.

### Clima
La ciutat té un clima tropical humit i sec (Köppen Aw) caracteritzat per temperatures càlides a càlides durant tot l'any, amb poca variació estacional a causa de la seva proximitat a l'equador, encara que les temperatures nocturnes baixen una mica durant els mesos d'hivern de gener a març. Les temperatures solen oscil·lar entre 19 a 34 °C, rarament per sobre de 35 °C o inferior a 17 °C. L'estació humida va de maig a desembre, i l'estació seca va de gener a abril de l'any següent. Entre desembre i febrer, pot ser suau a la nit.

### Estructura urbana
La població oficial de Port of Spain és relativament petita i reflecteix els límits estrets de la ciutat, inclòs el districte central de negocis i una sèrie de suburbis adjacents econòmicament deprimits i uns quants exclusius. A més de la població oficial, la conurbació adjacent del Corredor Est-Oest té una població propera a les 600.000 persones i la sensació de gran ciutat amb els seus desplaçaments suburbans dominats pels cotxes. El corredor és l'àrea urbanitzada del nord de Trinitat que s'estén des de la capital, Port-of-Spain, 24 km a l'est fins a Arima. Inclou les ciutats de Barataria, Sant Joan, Sant Josep, Curepe, Sant Agustí, Tunapuna, Tacarigua, Arouca i Five Rivers, abans comunitats diferents i ara districtes dins d'una àrea urbana contínua. En la seva major part transcorre per la carretera principal oriental, entre la carretera Churchill-Roosevelt i els contraforts de la serralada del nord.

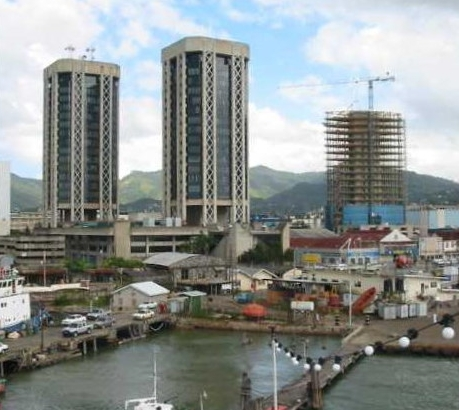
PoSHarbour desembre de 2002

### Parcs

#### Queen's Park Savannah

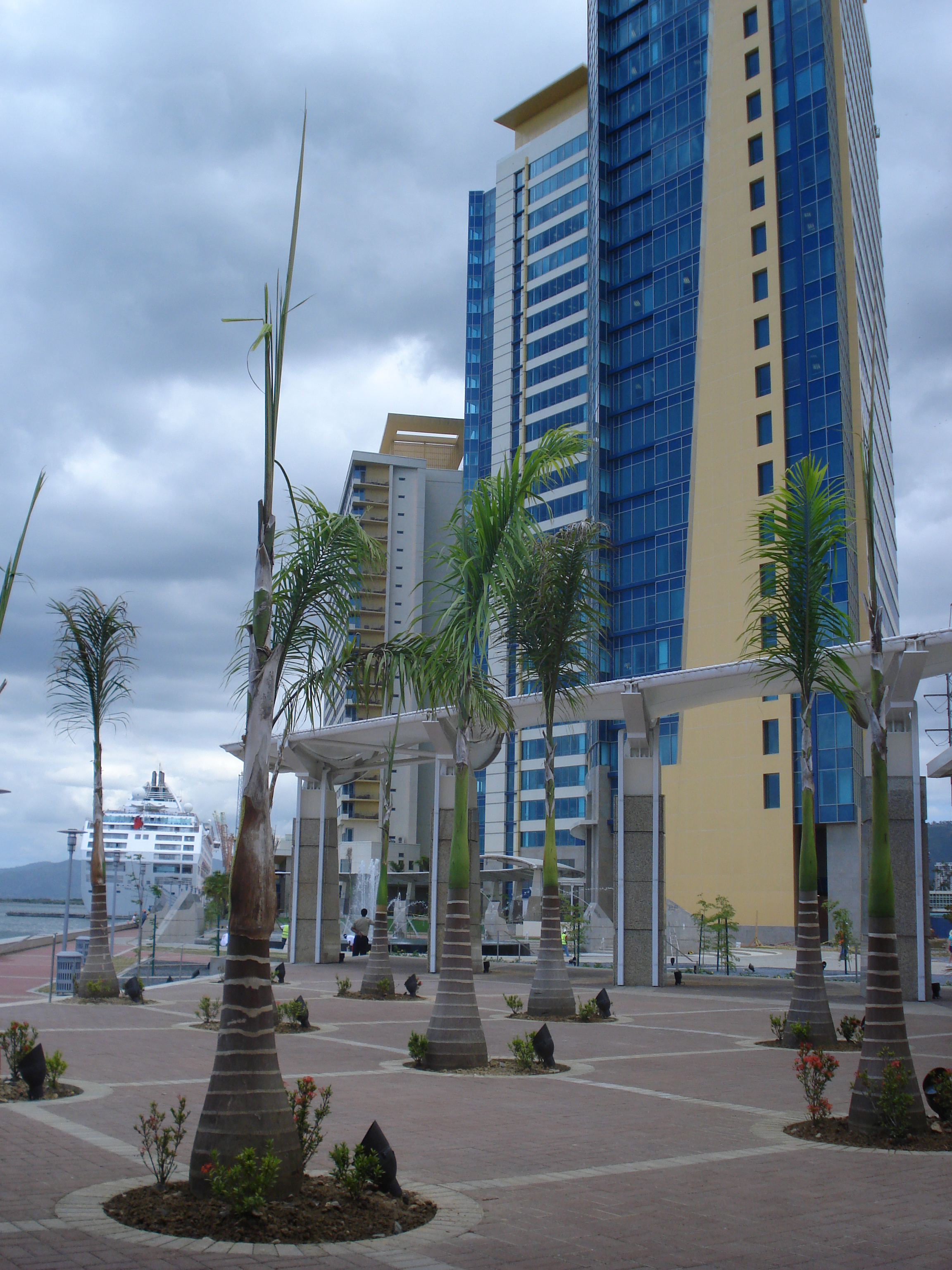
El Centre Internacional de Costa de Port of Spain, 2009

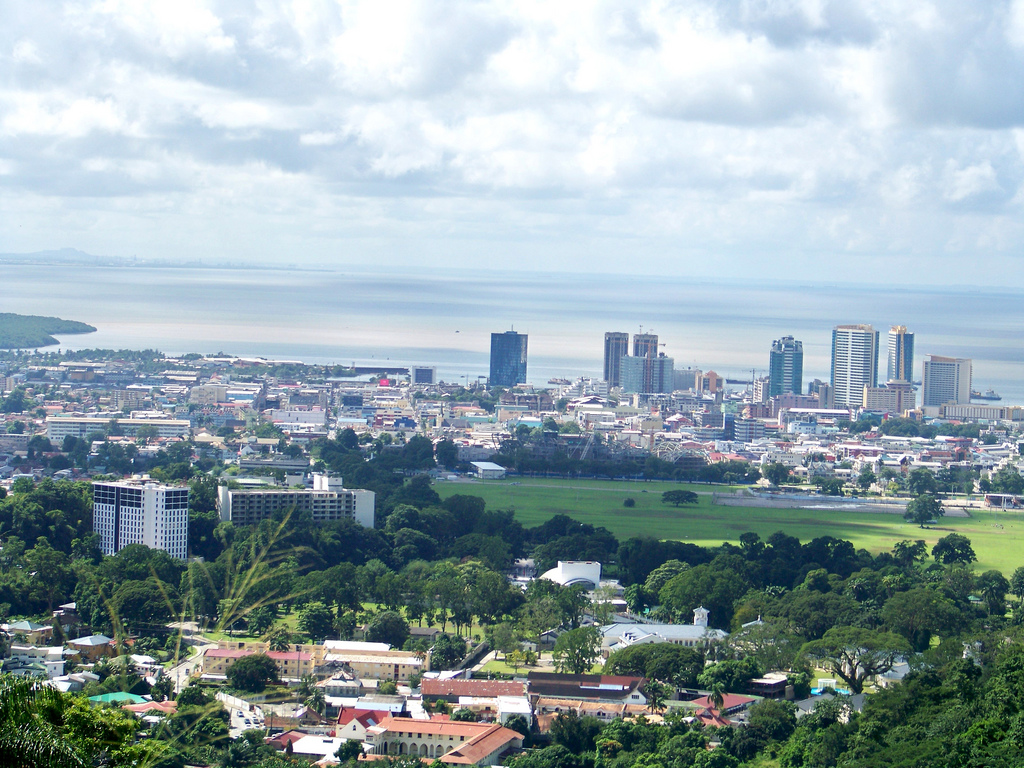
Queen's Park Savannah

L'espai obert més gran de Port-of-Spain —i la rotonda de trànsit més gran del món— és el Queen's Park Savannah, conegut col·loquialment simplement com la Savannah. Ocupa unes 110 ha. de terreny pla, i la distància al voltant del perímetre és d'uns 3,5 km. Una vegada terra de sucre, va ser comprada per l'ajuntament l'any 1817 a la família Peschier (excepte una petita parcel·la prop del seu centre que va servir de cementiri de Peschier, que roman en mans privades).
Al principi es va utilitzar com a extens pastura de bestiar al que aleshores eren els afores de la vila, però a mitjans del segle xii s'havia consolidat com a parc. Fins a principis de la dècada del 1990, les curses de cavalls es celebraven amb freqüència a la pista de carreres de Savannah, i també conté diversos camps de criquet, futbol i rugbi. A part d'un anell d'arbres al voltant del seu perímetre, la sabana maig va ser realment enjardinada, excepte per la petita zona de la seva cantonada nord-oest anomenada Hollows, un antic embassament ara drenat i plantat amb arbustos florits.

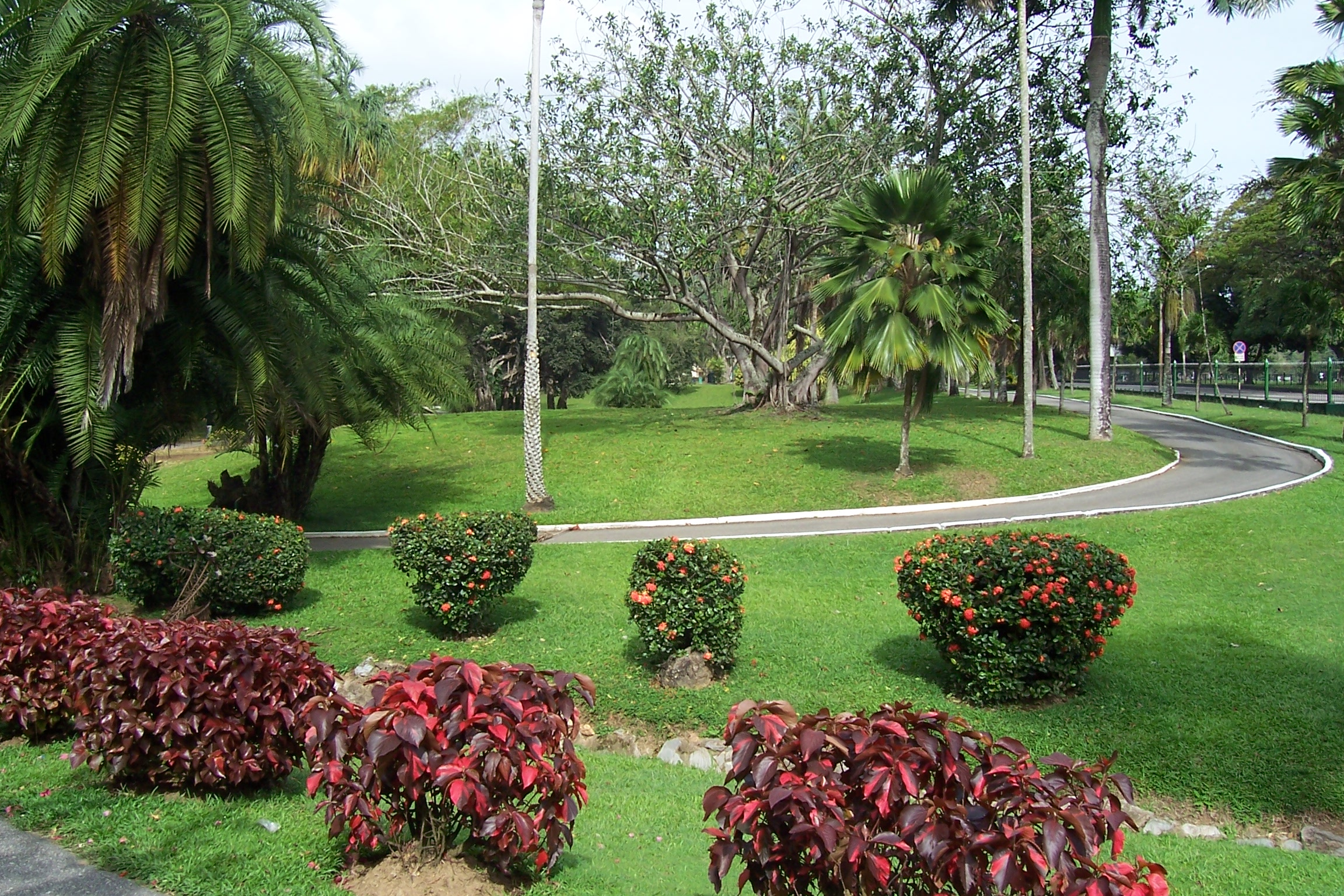
Reials Jardins Botànics

Immediatament al nord de la sabana —també el límit nord de la ciutat de Port-of-Spain— es troben els jardins botànics reials, el zoològic de la vall de l'emperador, la casa del president (abandonada recentment després de caure un extrem), la residència oficial del primer ministre i Queen's Hall, la principal sala d'arts escèniques de la ciutat. Lady Chancellor Road, que puja pels turons amb vistes a la sabana, és una de les zones residencials més exclusives de Port-of-Spain i és la casa actual de l'antic jugador de criquet de les Índies Occidentals i batedor rècord, Brian Lara.
Al costat sud de la Savannah hi ha la Grand Stand, antigament usada per veure curses de cavalls, ara s'utilitza per a diversos esdeveniments culturals, sobretot Carnaval, quan es construeix una tribuna nord temporal i un escenari elevat davant de la Grand Stand, creant el Big Yard, la ubicació cèntrica de Carnaval des de principis del segle XX (abans, la zona de visualització principal del Carnaval era al centre de Port d'Espanya). Des d'aquest emplaçament s'emet la Cavalcada de Bandes en directe a la nació els dilluns i dimarts de Carnaval; també és la seu del Calypso Monarch i el Carnaval King and Queen Competitions i les finals del concurs Steeldrum Panorama. Els arcs i corbes arquitectònicament calmants de l'Acadèmia Nacional de les Arts Escèniques de Port d'Espanya dominen el límit sud de la sabana entre els punts de referència verds del Memorial Park (en record dels soldats caiguts durant la Primera i la Segona Guerra Mundial) i l'estil de pa de pessic, construït amb pedra calcària, l'esplendor colorit de l'edifici del Ministeri d'Afers Exteriors de Knowsley.
L'extrem occidental de la sabana, al llarg de Maraval Road, és la ubicació dels set magnífics, un grup d'edificis d'època victoriana i eduardiana construïts amb una varietat d'estils excèntrica i extravagant. Aquests són el Queen's Royal College, recentment ben restaurat; les residències del bisbe anglicà i de l'arquebisbe catòlic romà; Whitehall, una vegada una residència privada, després l'oficina del primer ministre de 1963 a 2010; Mille Fleurs, antigament una residència privada, està en procés de restauració completa com a museu públic i seu del National Heritage Trust i es va vendre al Govern el 1979; Roomor, un edifici ornamentat en blanc i negre semblant a un castell que segueix sent una residència privada; i el castell de Stollmeyer, una casa amb torres suposadament modelada al castell de Balmoral. El lent ritme de restauració d'edificis al llarg dels anys continua sent preocupant.

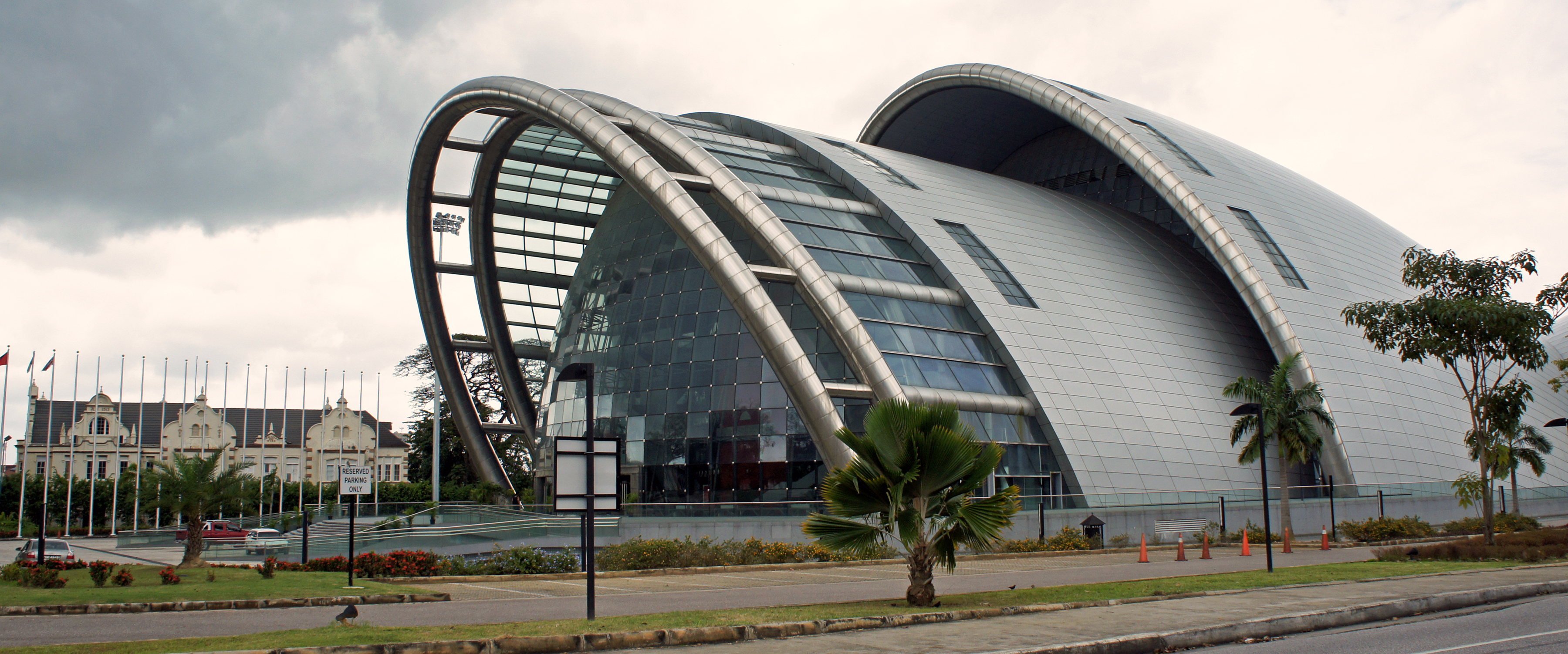
L'Acadèmia Nacional de les Arts Escèniques de Port d'Espanya (NAPA) és una sala d'espectacles de 1.500 places, que va acollir la cerimònia d'obertura de la Reunió de Caps de Govern de la Commonwealth de 2009.

## Economia
És un dels ports principals del mar Carib, des d'on s'exporten productes agrícoles i asfalt, a més de la bauxita provinent de les Guaianes i el ferro de Veneçuela, si bé l'economia de la ciutat es basa principalment en la seva funció administrativa i com a centre comercial.
També destaca com a centre de serveis financers: és la seu de dos dels bancs principals del Carib angloparlant.

## Llocs d'interès

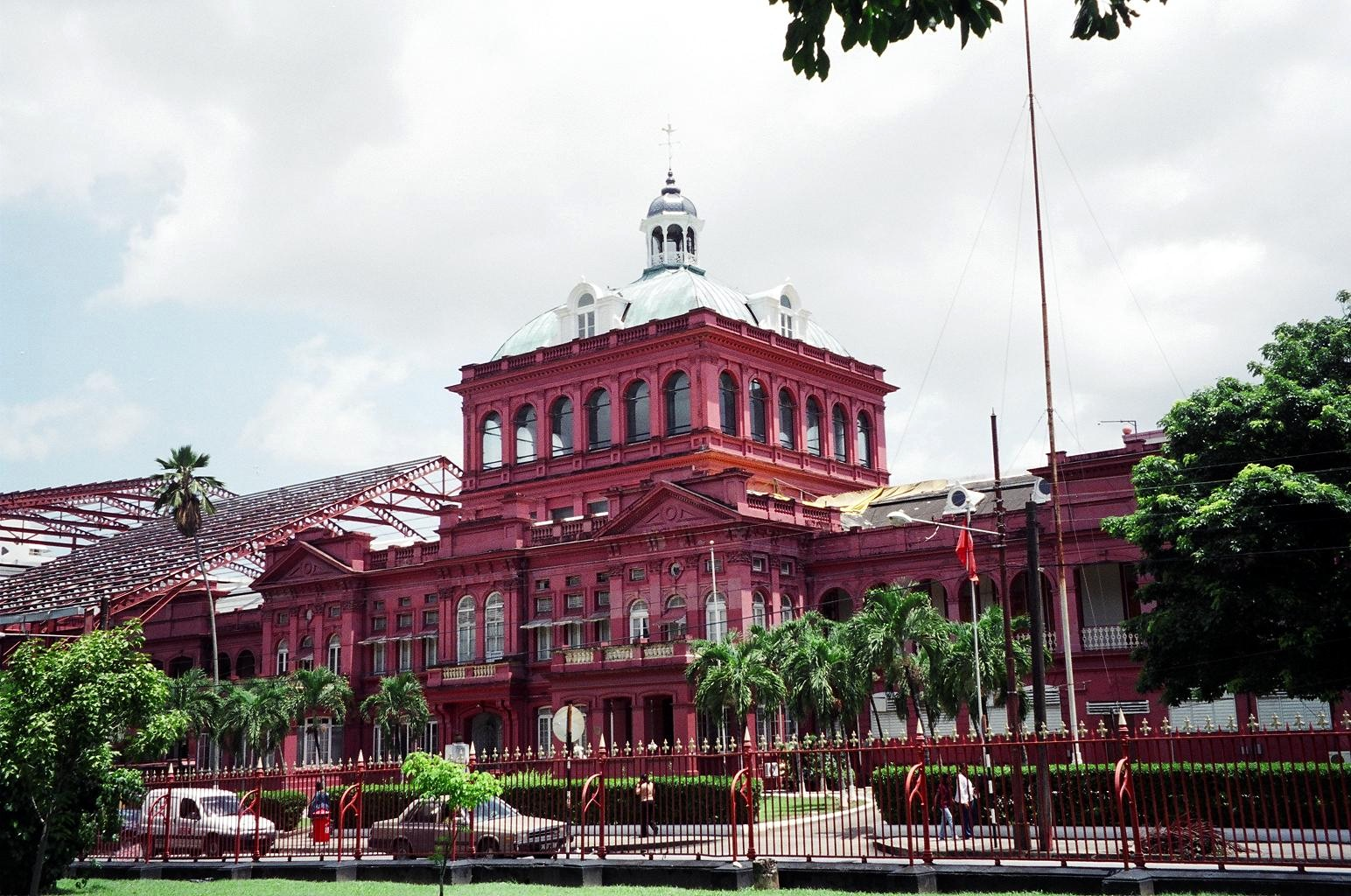
Red House, edifici del Parlament

L'edifici més alt de Port-of-Spain (i de tot Trinitat i Tobago en conjunt) és la Nicholas Tower. Altres llocs d'interès de la capital són Independence Square i Frederick Street (el centre urbà i comercial), els parcs Queen's Park Savannah (antiga plantació de sucre, hi té lloc la desfilada d'un dels Carnavals més famosos del Carib i, entre d'altres, conté camps de futbol, hoquei i rugbi) i The Hollows, aquest proper al Jardí Botànic i el Zoo. En aquesta àrea de la ciutat hi ha també el Palau Presidencial i els anomenats Magnificent Seven, un conjunt de set edificis colonials, entre els quals l'Stollmeyer's Castle, que fa pensar en un antic castell escocès.

## Història
Port-of-Spain fou fundada pels espanyols a mitjan segle xvi a l'antic emplaçament de la vila ameríndia de Cumucarapo o Conquerabia; la van anomenar Puerto de los Hispanioles i més tard l'anomenaren Puerto de España.
Al final del segle xviii, l'últim governador espanyol, José María Chacón, hi va traslladar la capitalitat de l'illa des de San José de Oruña, l'antiga capital (avui anomenada Saint Joseph). Després de la conquesta d'illa de Trinitat per Anglaterra durant la Guerra angloespanyola el 1797, va continuar essent la capital de la colònia, i després de la independència (1962) va passar a ser la capital de l'estat.
Anys abans, de 1958 a 1962, Port-of-Spain havia estat la capital de la Federació de les Índies Occidentals, si bé s'havia planificat construir la capital federal a Chaguaramas, a l'oest de la ciutat.